# Calle de la Conquista
La calle de la Conquista es una vía pública de la ciudad española de Valencia.

## Descripción
La vía nace en el punto en el que la calle del Moro Zeit se encuentra con la plaza del Tossal y discurre hasta llegar a la calle del Rey Don Jaime. Aparece descrita en el primer tomo de la Valencia histórica y topográfica (1862) de Vicente Boix con las siguientes palabras:

Conquista (Calle de la). En 27 de Octubre de 1839 se promovió por D. Bernardo Lassala, como apoderado de D. Domingo Skerret y Don Antonio Sancho, un espediente para levantar una série de construcciones sobre el terreno que ocupaba el antiquísimo convento de monjas de la Puridad. Terminada la tramitacion de este espediente, se dió principio á las obras que concluyeron en 1850, abriéndose de este modo tres hermosas calles que se denominan del Moro Zeit, del Rey D. Jaime y de la Conquista, además del teatro de la Princesa que ocupa parte tambien del terreno que fue del convento. La calle de la Conquista tiene un estremo en el Trosalt y el otro en la del Rey D. Jaime.
(Boix, 1862, pp. 204-205)